# Susanne Stupp
Susanne Stupp (* 12. April 1969 in Köln als Susanne Holz) ist eine deutsche Kommunalpolitikerin (CDU) und Bürgermeisterin von Frechen im Rhein-Erft-Kreis, Nordrhein-Westfalen.

## Leben
Nach ihrem Abitur studierte Susanne Holz an der Universität zu Köln Politikwissenschaft, mittlere und neuere Geschichte sowie Germanistik mit Magisterabschluss 1996. Der Titel ihrer Arbeit lautete: „Der Beratungs- und Entscheidungsprozess des Hamburger Grundsatzprogramms der CDU“. Während ihres Studiums arbeitete Stupp bei Jürgen Rüttgers. Ab 1996 arbeitete sie bei der Bundesschatzmeisterin der CDU in Bonn als Referentin. Zwischen 1999 und 2007 übernahm sie bei den Quarzwerken in Frechen die Aufgabe einer Referentin für interne und externe Kommunikation. Anschließend war sie bis 2009 als Ausstellungskuratorin für die Schlösser Augustusburg und Falkenlust in Brühl tätig. An eine Tätigkeit bis ins Jahr 2011 als Referentin des NRW-Ministerpräsidenten Jürgen Rüttgers schloss sich die Organisationsleitung beim Jahreskongress der Europäischen Senioren-Union in Frechen an. Ab Juli 2011 war Susanne Stupp gesundheitspolitische Referentin bei der Barmer GEK in Düsseldorf.
Susanne Stupp ist seit dem 4. Januar 2017 verwitwet und lebt in Frechen.

## Lokalpolitik
Susanne Stupp ist seit 1986 Mitglied der CDU Frechen. Seit 1994 ist sie Mitglied des Stadtrats und seit 2015 Frechens Bürgermeisterin und damit Verwaltungschefin.
Bei der Kommunalwahl am 13. September 2015 gewann Susanne Stupp mit 60,4 % der abgegebenen Stimmen mit der dafür notwendigen absoluten Mehrheit im ersten Wahlgang gegen Ferdinand Huck (SPD) und löste damit am 20. Oktober 2015 als neue Bürgermeisterin Hans-Willi Meier (CDU) ab, der nicht wieder angetreten war.
Bei der Kommunalwahl am 13. September 2020 konnte sich die Amtsinhaberin mit 41,1 % der abgegebenen Stimmen nicht unmittelbar durchsetzen. Die Stichwahl gegen SPD-Kandidat Carsten Peters am 27. September 2020 gewann sie nach Auszählung des letzten Wahlkreises mit 51,7 % der abgegebenen Stimmen. 2025 wurde Stupp von der CDU nicht erneut für das Amt der Bürgermeisterin nominiert.